# الإنسان الآلي (مسرحية)
الإنسان الألي، مسرحية كويتية. من إخراج الفنان منصور المنصور، وبطولة الفنانة مريم الغضبان والفنان ماجد سلطان وبمشاركة الممثل حسين المنصور والممثلة انتصار الشراح، عرضت في عام 1984، تتعبر من أوائل الأعمال الفنية «الخيالية».
1. ↑  مسرحية - الإنسان الآلي - 1985 طاقم العمل، فيديو، الإعلان، صور، النقد الفني، مواعيد العرض، مؤرشف من الأصل في 2024-01-27، اطلع عليه بتاريخ 2024-01-27